# 当麻鴨継
当麻 鴨継（たいま の かもつぐ）は、平安時代初期から前期にかけての貴族・医師。姓は真人。官位は従四位下・主殿頭。

## 経歴
仁明天皇の侍医を務める一方で、嘉祥2年（849年）従五位下に叙爵し、翌嘉祥3年（850年）越後介を兼ねる。文徳朝でも引き続き侍医に任ぜられ、斉衡3年（856年）には典薬頭も兼ねている。
天安2年（858年）清和天皇の践祚後まもなく主殿頭に遷り、ここでも引き続き侍医を務めた。貞観2年（860年）従五位上に昇叙されるが、ほどなく侍医を辞したと見られる。清和朝では長く主殿頭を務める傍らで、貞観9年（867年）正五位下、貞観12年（870年）従四位下と昇進を果たしている。
貞観15年（873年）3月8日卒去。最終官位は従四位下行主殿頭兼伊予権守。

## 官歴
『六国史』による。
- 時期不詳：正六位上。侍医
- 嘉祥2年（849年） 正月7日：従五位下
- 嘉祥3年（850年） 正月15日：兼越後介、侍医如故
- 仁寿2年（852年） 正月15日：兼筑前介、侍医如故
- 斉衡3年（856年） 2月8日：典薬頭、侍医筑前介如故
- 天安2年（858年） 9月25日：主殿頭、侍医如故
- 貞観2年（860年） 11月16日：従五位上
- 時期不詳：停侍医か
- 貞観6年（864年） 正月16日：兼阿波介
- 貞観8年（866年） 正月13日：兼讃岐権介
- 貞観9年（867年） 正月7日：正五位下
- 貞観12年（870年） 正月25日：従四位下
- 時期不詳：兼伊予権守
- 貞観15年（873年）3月8日：卒去（従四位下行主殿頭兼伊予権守）